# Marta Baldó
Marta Baldó Marín (* 8. April 1979 in Villajoyosa) ist eine ehemalige spanische Rhythmische Sportgymnastin.

## Karriere
Baldó wurde 1994 in die spanische Nationalmannschaft der rhythmischen Sportgymnastik berufen und feierte noch im selben Jahr ihren internationalen Durchbruch. Bei den Weltmeisterschaften in Paris gewann sie mit der Gruppe Silber im Mehrkampf sowie Bronze in den Übungen mit sechs Seilen und mit vier Reifen plus zwei Keulen.
1995 setzte sie ihre Erfolgsserie fort: Bei der Europameisterschaft in Prag holte sie Silber mit drei Bällen und zwei Bändern sowie Bronze im Mehrkampf und mit fünf Reifen. Bei den Weltmeisterschaften desselben Jahres gewann sie Gold mit drei Bällen und zwei Bändern sowie zwei Silbermedaillen im Mehrkampf und mit fünf Reifen.
Ihren größten Erfolg erreichte Baldó 1996 mit der Goldmedaille im Gruppenmehrkampf bei den Olympischen Spielen in Atlanta. Kurz zuvor hatte sie bei den Weltmeisterschaften in Budapest erneut Gold mit drei Bällen und zwei Bändern sowie Silber im Mehrkampf gewonnen.